# GAZ 2308 Ataman
GAZ 2308 Ataman – rosyjski samochód terenowy produkowany od 1999 roku przez koncern GAZ.